# الوردة المريضة
الوردة المريضة (بالإنجليزية: The Sick Rose) قصيدة للشاعر الإنجليزي وليم بليك.
تتخذ القصيدة من الوردة والدودة رموزاً لتصوير تلوث البراءة.
نشرت للمرة الأولى عام 1794 ضمن مجموعة شعرية بعنوان (أغاني الخبرة) Songs of Experience. 

## النص
O Rose thou art sick,
The invisible worm
That flies in the night,
In the howling storm,
Has found out thy bed
Of crimson joy:
And his dark secret love
Does thy life destroy.